# ALCO
Anónimos Luchadores Contra la Obesidad o Asociación de Lucha Contra la Obesidad (estilizado como ALCO) es un movimiento internacional de ayuda contra la obesidad fundado en 1967 en Argentina por el doctor Alberto Cormillot. Consiste en comunidades de hombres y mujeres que comparten su mutua experiencia, fortaleza y esperanza para resolver un problema común y ayudar a otros a recuperarse del sobrepeso y la obesidad. Los diferentes grupos funcionan en coordinación con la Fundación ALCO, una ONG que no está afiliada a ninguna religión ni partido político, por lo que no interviene en controversias de ninguna índole. El movimiento está basado en la filosofía y el programa de Alcohólicos Anónimos y se rige por los 12 escalones, las 12 tradiciones y la Mano Tendida.

## Historia
En 1967 un grupo de personas comenzó a reunirse en la sala de espera de la clínica privada del doctor Alberto Cormillot, ubicaba en el barrio de Flores en la ciudad de Buenos Aires y dedicada al tratamiento de la obesidad. El primer intento de grupo, integrado por unas 20 personas que se reunían a charlar sobre dieta, recuperación, obesidad, fue cerrado al poco tiempo. El segundo intento de grupo fue lanzado bajo el nombre de "Hágalo".
En 1974, Enrique Barilari, paciente de la Clínica Cormillot, recibió la sugerencia de reunirse con otros obesos y así surgió ALCO, que funciona de manera ininterrumpida desde esa fecha. El primer grupo se llamó "San Francisco", al poco tiempo fue abierto otro grupo a una cuadra de distancia del primero al que llamaron "San Ignacio". Con el paso de los años siguieron sucediéndose la apertura de grupos hasta llegar a la suma de 700, que funcionan en Capital Federal, Gran Buenos Aires y el interior del país. También existen grupos en Paraguay, Uruguay, Israel, España y Canadá.